# Время признаний (фильм, 2014)
«Вре́мя призна́ний» (фр. Le Temps des aveux) — фильм-драма режиссёра Режиса Варнье, результат совместного производства кинокомпаний Франции, Бельгии и Камбоджи. Фильм основан на реальных событиях и является экранизацией автобиографической повести Франсуа Бизо «Врата» (фр. Le Portail). Действие фильма разворачивается в годы гражданской войны в Камбодже 1967—1975 годах, когда движение Красных Кхмеров постепенно захватывает страну.
Премьера фильма состоялась 29 августа 2014 года на международном кинофестивале в Тельюрайде, Колорадо (США). Также был показан в разделе специальных презентаций Международного кинофестиваля в Торонто в сентябре 2014 года.

## Сюжет
В начале 1970-х годов, когда по Камбодже расползается движение «красных кхмеров», французский антрополог Франсуа Бизо живёт в одной из деревень, где занимается изучением местной культуры. Будучи сотрудником Французского института Дальнего Востока он участвует в реставрации Ангкор-Вата, здесь живёт его семья, а за годы, проведенные в стране, он научился бегло говорить по-кхмерски. Однажды в своих исследованиях он забрел на территорию, контролируемую «красными кхмерами», где 10 октября 1971 года был взят в плен, а для полпотовцев любой иностранец по определению является шпионом, работающим на западные спецслужбы, и потому подлежит казни.

## В ролях
| Актёр            | Роль                          |
| ---------------- | ----------------------------- |
| Рафаэль Персонас | Франсуа Бизо                  |
| Phoeung Kompheak | Товарищ Дуть начальник тюрьмы |
| Оливье Гурме     | Марсак                        |
| Тханет Торн      | Неанг                         |